# Noyon
Noyon je naselje in občina v severnem francoskem departmaju Oise nekdanje regije Pikardije. Po novi ureditvi je to regija Hauts-de-France. Leta 2022 je naselje imelo 12.810 prebivalcev.

## Geografija
Kraj leži v severni Franciji ob reki Oise in njenem istoimenskem kanalu, 80 km vzhodno od Beauvaisa.

## Upravna delitev
Noyon je sedež istoimenskega kantona, v katerega so poleg njegove vključene še občine Appilly, Babœuf, Beaurains-lès-Noyon, Béhéricourt, Brétigny, Caisnes, Cuts, Genvry, Grandrû, Larbroye, Mondescourt, Morlincourt, Passel, Pont-l'Évêque, Pontoise-lès-Noyon, Porquéricourt, Salency, Sempigny, Suzoy, Varesnes, Vauchelles in Ville s 24.829 prebivalci.
Kanton je sestavni del okrožja Compiègne.

## Zgodovina
Mesto je bilo ustanovljeno kot Noviomagus (keltsko za 'novo polje' ali 'trg'). Ker si je več drugih mest delilo ime, se je razlikovalo po ljudeh, ki živijo v njem in okoli njega. Mesto je omenjeno v Antoninovem itinerariju kot 27 rimskih milj od Soissonsa in 34 rimskih milj od Amiensa, vendar je d'Anville opozoril, da je razdalja verjetno napačna, saj je Amiens dlje in Soissons bližje, kot je navedeno.
Prvotno oporišče belgijskega plemena Veromandui, je med rimsko osvojitvijo Galije zavzel rimski cesar Julij Cezar in ga obnovil kot Noviomagus Veromanduorum.
V 5. stoletju še vedno utrjeno mesto (nekateri deli rimskega obzidja so ostali še v pozni antiki) je po zlomu Rimskega cesarstva postalo sedež škofije, ki jo je leta 531 vzpostavil škof Medard iz manj varnega Vermanda. Škof Noyona je bil tudi škof Tournaija od 7. stoletja do Tournai je bil leta 1146 povzdignjen v ločeno škofijo. Kasneje je Noyon postal sedež Merovingov. Mestna stolnica je bila prizorišče kronanja frankovskega sokralja Karla Velikega v letu 768, leta 987 pa je bil v njej kronan tudi francoski kralj Hugo Capet, prvi iz vrste Kapetingov. Leta 859 so mesto napadli Vikingi in škof Immo je bil ujet in ubit. Noyon je leta 1108 kot komuna prejel ustanovno listino, ki jo je potrdil Filip Avgust v letu 1223.
V 12. stoletju je bila škofija Noyon povzdignjena v cerkveno vojvodino v francoskem perstvu. Romansko stolnico je leta 1131 uničil požar, vendar jo je kmalu nadomestila sedanja stolnica Notre-Dame de Noyon, zgrajena med letoma 1145 in 1235, eden najzgodnejših primerov gotske arhitekture v Franciji. Škofovska knjižnica je zgodovinski primer pollesene gradnje.
S sporazumom v Noyonu 13. avgusta 1516 med francoskim kraljem Francem I. in svetorimskim cesarjem Karlom V. je Francija opustila zahteve po Neapeljskem kraljestvu, v zameno pa dobila Milansko vojvodino. Podpis sporazuma je pripeljal h koncu vojno Cambraiske zveze, eno od faz italijanskih vojn. Po razdejanju mesta s strani Habsburžanov 1552 je bil Noyon v letu 1559 prodan Franciji pod pogoji miru v Le Cateau-Cambrésisu. Hôtel de Ville je bil dokončan leta 1520.
Med italijansko vojno kralja Henrika II. leta 1557 je bila večina Noyona požgana sredi invazije Filipa II. Španskega na Pikardijo, preden so se vrnili v svoje zimske četrti v španski Nizozemski.
Ob koncu 16. stoletja je bil Noyon za kratek čas ponovno pod habsburškim nadzorom, do ponovne osvojitve s strani francoskega kralja Henrika IV.
S konkordatom v letu 1801 je bila ukinjena Noyonska škofija. V času prve in druge svetovne vojne je Noyon okupirala nemška vojska, v tem času pa je kraj utrpel hude poškodbe.

## Znamenitosti
Noyon je na seznamu francoskih umetnostno-zgodovinskih mest.
- prvotna romanska stolnica Naše Gospe (francosko Cathédrale Notre-Dame de Noyon) je bila požgana v letu 1131, sedanja je zgrajena v slogu zgodnje gotike v letih 1145-1235. Z mogočnim dvostolpnim pročeljem iz 14. stoletja je uvrščena med zgodovinske spomenike
- Križni hodnik in kapitelj pripadajočega samostana iz 13. stoletja ter knjižnica iz začetka 16. stoletja
- Musée Jean Calvin: Calvinov muzej je v reformatorjevi rojstni hiši, ki je bila obnovljena med letoma 1927 in 1930
- Musée du Noyonnais: Mestni muzej je v nekdanji škofovski palači, stavbi iz 16. in 17. stoletja
- Vodnjak Fontaine du Dauphin: zgrajen leta 1771
- Hôtel de Ville: mestna hiša od 1485 do 1523
- štirje vodni stolpi

- Stolnica Notre-Dame
- Nekdanja škofovska kapela stolnice
- Križni hodnik samostana Saint-Éloi
- Kapiteljska knjižnica
- Nekdanja cerkev Sainte-Marie-Madeleine
- Calvinov muzej
- Mestni muzej v nekdanji škofijski palači
- Železniška postaja Noyon
- Dofinov vodnjak na trgu Place Bertrand-Labarre
- Francosko vojaško pokopališče

## Pobratena mesta
- Hexham (Anglija, Združeno kraljestvo),
- Metzingen (Nemčija).